# Anjung-eup
Anjung-eup (koreanska: 안중읍) är en köping i den nordvästra delen av Sydkorea, 60 km söder om huvudstaden Seoul. Den ligger i kommunen Pyeongtaek i provinsen Gyeonggi. Anjung-eup ligger 15 km väster om Pyeongtaeks centrum.